# Vela en los Juegos Panamericanos de 2023: Snipe Mixto
La disciplina de Snipe del deporte de vela en los Juegos Panamericanos de 2023 se llevó a cabo entre los días 29 de octubre y 4 de noviembre de 2023 en la Cofradía Náutica del Pacífico Austral en la comuna de Algarrobo en la región de Valparaiso.

## Resultados
| #                 | Velerista                                                     | Regata 1 | Regata 2 | Regata 3 | Regata 4 | Regata 5 | Regata 6 | Regata 7 | Regata 8 | Regata 9 | Regata 10 | Medal Race | Total |
| ----------------- | ------------------------------------------------------------- | -------- | -------- | -------- | -------- | -------- | -------- | -------- | -------- | -------- | --------- | ---------- | ----- |
| Medalla de oro    | Argentina Julio Alsogaray Malena Sciarra                      | 1        | 1        | 4        | (5)      | 4        | 2        | 2        | 3        | 2        | 3         | 4          | 26    |
| Medalla de plata  | Estados Unidos Ernesto Rodríguez Kathleen Tocke               | 2        | 4        | (9) OCS  | 6        | 1        | 5        | 5        | 2        | 1        | 2         | 2          | 30    |
| Medalla de bronce | Puerto Rico Juliana Martins Duque Rafael Britto Martins Silva | 4        | 3        | 3        | 4        | (6)      | 3        | 3        | 1        | 3        | 1         | 10         | 35    |
| 4                 | Uruguay · Pablo Defazio · Dominique Knuppel                   | 6        | 5        | 2        | 1        | 2        | (7)      | 1        | 4        | 4        | 5         | 8          | 38    |
| 5                 | Chile · Matías Seguel · Constanza Seguel                      | 5        | 2        | 1        | 7        | 3        | 1        | 4        | 5        | 7        | (9) DNF   | 7 STP      | 42    |
| 6                 | Puerto Rico Raúl Ríos Andrea Riefkohl                         | 7        | 7        | 6        | 2        | 7        | 4        | 6        | (8)      | 5        | 4         |            | 48    |
| 7                 | Perú · Ismael Muelle · Alessia Zavala                         | 3        | 6        | 5        | (8)      | 5        | 6        | 7        | 6        | 6        | 7         |            | 51    |
| 8                 | Cuba · Nélido Manso · Sanlay Castro                           | (8)      | 8        | 7        | 3        | 8        | 8        | 8        | 7        | 8        | 6         |            | 63    |

( ): Descarte; DNS: No salió; DNF: No terminó, DSQ: Descalificado, OCS: Salida prematura, STP: Standard Penalty